# ديف كينيدي
ديف كينيدي (بالإنجليزية: Dave Kennedy)‏ (14 فبراير 1949 المملكة المتحدة - ) هو لاعب كرة قدم بريطاني يلعب كلاعب وسط.